# Río Sereno (Chiriquí)
Río Sereno, también conocido como Sereno, es un corregimiento y ciudad cabecera del Renacimiento en la provincia de Chiriquí en Panamá. La localidad tiene 5.463 habitantes (2010). Se encuentra ubicado entre los 900 a 1500 msnm dependiendo la localización, por lo que goza de un clima templado que oscila entre los 15 °C a 26 °C.

## Generalidades
Es una región en la frontera con Costa Rica, donde se produce café tradicional, el café gourmet, fresas, hortalizas, tomate, plátano, pimentón, ganadería de carne, de leche, frijoles, yuca, chayote, avicultura, porcicultura, entre otros.
El pueblo de Río Sereno cuenta con panorámicas hacia la cordillera de Talamanca y el volcán Barú por lo que está rodeada de naturaleza, convirtiéndose así en un lugar ideal para descansar, observar aves y plantas endémicas. 
Como corregimiento, abarca una franja angosta sobre el norte del distrito de Renacimiento. Limita al norte y al oeste con la República de Costa Rica (cantón de Coto Brus en la provincia de Puntarenas), al sur con el corregimiento de Cañas Gordas, al este con Santa Clara, Monte Lirio y Plaza de Caisán, y al noreste con la provincia de Bocas del Toro (distrito de Changuinola).
Las comunidades dentro de este corregimiento son:
- Bajo La Unión
- Miraflores
- Altamira
- Piedra De Candela
- Zambrano
- Cerrón

En la cabecera del corregimiento se ubica uno de los tres pasos fronterizos para cruzar de Costa Rica a Panamá y viceversa.